# 月吉村
月吉村（つきよしむら）は、かつて岐阜県土岐郡に存在した村。
現在の瑞浪市明世町月吉に該当する。

## 歴史
- 1889年（明治22年）7月1日 - 町村制により月吉村が発足。
- 1897年（明治30年）4月1日 - 河合村、戸狩村、山野内村と合併し明世村が発足。同日月吉村は廃止。